# Agrostis dshungarica
Agrostis dshungarica é uma espécie de gramínea do gênero Agrostis, pertencente à família Poaceae.